# Johann Jacob Moser
Johann Jacob Moser (født 18. januar 1701 i Stuttgart, død 30. september 1785 sammesteds) var en tysk retslærd og publicist.
Allerede 1718 optrådte Moser som forfatter, blev 1719 ekstraordinær juridisk professor i Tübingen, et embede af rent formel beskaffenhed. 1720 og 1724 havde han ophold i Wien, 1726 blev han virkelig regeringsråd i Stuttgart, men frastødt af hertug Eberhard Ludwigs mætresseregimente blev han 1729 på ny professor i Tübingen. Planer om at knytte ham til Danmark løb ud i sandet. Efter hertugens død genoptog Moser 1734 sin virksomhed som regeringsråd, men blev 1736 direktør for universitetet og ordentlig professor i Frankfurt a. d. O.. Hverken som lærer eller administrator havde han held med sig, og et personligt sammenstød med Friedrich Wilhelm I bragte ham til 1739 at søge sin afsked. Herefter levede han som privatmand i Ebersdorf, udarbejdede sit hovedværk om den tyske statsret, blev 1747 direktør for regeringskancelliet hos landgrev Carl Friedrich af Hessen-Homburg, men da særlig hans finansreformforslag led skibbrud, modtog han 1748 sin afsked og oprettede 1749 med sin søn Friedrich Carls hjælp et stats- og kancelliakademi i Hanau. Et vendepunkt i Mosers liv blev hans kaldelse 1751 til konsulent for det württembergske landskab. Trods adskillige rivninger mellem stænderne og den selvsikre mand, arbejdede Moser energisk for gennemførelsen af påtrængende reformer, men hertug Karl Eugens lovstridige og brutale finanspolitik under Syvårskrigen (1756–1763) affødte landskabets protest, og Moser faldt som offer for hertugens og statsminister grev Montmartins forbitrelse. 27. april 1759 havde Frederik V af Danmark udnævnt Moser til etatsråd — en titel, hvorpå Moser hele livet igennem satte særlig pris —, i juli samme år slæbtes han til fæstningen Hohentwiel. Gennem gesandten ved rigsforsamlingen i Regensburg Joachim Christoph Moltke intervenerede J.H.E. Bernstorff, men hertugen, som støttede sig til Østrig, var ubøjelig. Tålmodig og gudhengiven hensad Moser 5 år i et yderst strengt fængsel. Særlig ved Preussens og Danmarks pression og efter det württembergske landskabs forestillinger åbnedes Mosers fængisel 1764. Under vedvarende pinlige stridigheder med landskabet virkede Moser igen som konsulent indtil kampen mellem landskabet og hertug Karl Eugen fandt sin afslutning ved arveforliget af 1770, hvorefter Moser trak sig tilbage til privatlivet.
Mosers praktiske virksomhed danner basis for hans uhyre, litterære produktion. Mellem 5 og 600 bind har han skrevet — en fortegnelse over hans skrifter findes i hans selvbioigrafi  —, hans utrolige arbejdsevne og polyhistoriske viden satte frugt på mange felter. Hans værker omfatter stats- og folkeret, provat- og lensret, kirkeret og kirkehistorie, nationaløkonomi og statistik, litteraturhistorie, bibliografi og genealogi, opbyggelige skrifter og mange andre. Men et pionerarbejde udførte han kun i stats- og folkeretten. Moser var ingen genial ånd, intet spekulativt hoved, for historiens filosofi, for historisk udvikling manglede han sans; han er de enkle kendsgerningers mand, det praktisk brugbare er for ham hovedsagen. Hans fremstilling er upartisk og objektiv, systematiske eller teoretiske spørgsmål lader han i almindelighed ligge. Med en vis føje er han bleven kaldt den tyske statsrets fader, med større berettigelse bærer han navn af den positive folkerets fader. Skarpt vender han sig mod naturrettens subjektivisme; ligesom statsretten er folkeretten en erfaringsvidenskab, der ikke skal opbygges på filosofisk eller apriorisk grund. Moser var pietist, men for Zinzendorfs "sentimentale Jesus-kultus" havde han ingen tilbøjelighed. Han satte sit mål i at være en ærlig mand. Mandig og uforfærdet kæmpede og led han for sit lands og sin sags ret. Hans skikkelse er den dag i dag højt hædret i Tyskland. For denne "rettens præst", som Hettner har kaldt ham, har Stuttgart rejst et mindesmærke. Af Mosers umådelige produktion skal kun fremhæves enkelte hovedværker: Einleitung zum Reichshofrathsprocesz (I—IV, 1731—37), Teutsches Staatsrecht (den såkaldte store gamle, I—XXVI, med register, 1737—53), Teutsches Staatsrecht (den nye, I—XXXII, med register, 1766—75), Neueste Geschichte der teutschen Staatsrechtslehre (1770), Versuch des neuesten europäischen Völkerrechts I—X (1777-80).